# Llista de sales de cinema de l'Hospitalet de Llobregat
Llista de sales de cinema de l'Hospitalet de Llobregat (per ordre alfabètic)
- Alhambra (1931-1987), carrer Llobregat, 4. Collblanc.
- Alpes (1979), mai inaugurat, avinguda Josep Tarradellas, 139-143. Sant Josep.
- Bar Cine Español (1920-1925?), Plaça Espanyola, 24. La Torrassa
- Cinematògraf Robert (1907-1914), conegut com a Cal Carreter (1907-1914), carrer Major, 109. Centre.
- Constelación (1950-1970), carrer Aprestadora, 150. Santa Eulàlia.
- Continental, carretera de Collblanc, Collblanc
- Florida (1958-1985), avinguda Miraflores/carrer Jardí, 49. La Florida.
- Ideal (1924-1989), carrer Rossend Arús, 49. Centre.
- Imperial (1911-1933), Rambla Just Oliveras/carrer Barcelona. Centre.
- Imperio (1929-1933), carrer Aprestadora/carrer Àngel Guimerà. Santa Eulàlia.
- Juventud (1931-1973), actual Teatre Joventut (1991), carrer Joventut, 4-10. Collblanc.
- La Farga (des del 1996), Avinguda Josep Tarradellas /avinguda Isabel la Catòlica. Centre.
- Lumiere (1973-1986), Rambla de la Marina, 168. Bellvitge.
- Marina (1974-1985), Rambla de la Marina, 279. Bellvitge.
- Marte (1924-1931), carrer Pujós, 64. Collblanc.
- Moderno (1942-1975), carrer Martí i Julià, 117-121. La Torrassa.
- Navarra (1960-1987), avinguda Severo Ochoa, 90. Pubilla Cases.
- Oliveras (1924-1989), Carrer Baró de Maldà, 10. Centre.
- Ópera (1957-1964), Carrer Josep Prats, 58. Centre.
- Rambla (1954-2010), després Rambla Cinemes, Rambla Just Oliveras, 20. Centre.
- Real (1925-1931), després Cine Republicano (1931-1934), i més tard Cine Continental (1955-1991), Carretera de Collblanc, 3. Collblanc.
- Rivoli (1964-1981), carrer General Mansó/Antiga Travessera. Pubilla Cases.
- Romero (1931-1974), carrer Doctor Martí i Julià/carrer Montseny. La Torrassa.
- Stadium (1958-198...), carrer Enric Prat de la Riba, 88-90. Sant Josep.
- Victoria (1923-1987), carrer Santa Eulàlia, 95. Santa Eulàlia.